# Тютюн (роман)
 Тази статия е за романа на Димитър Димов.  За филма от 1961 година вижте Тютюн (филм).  
„Тютюн“ е най-известният роман на Димитър Димов и един от най-четените романи в българската литература. В кампанията „Голямото четене“ (2008 – 2009) на Българската национална телевизия е класиран на трето място след „Под игото“ и „Време разделно“ и преди „Железният светилник“, „Малкият принц“, „Майстора и Маргарита“, „Властелинът на пръстените“ и „Осъдени души“.

## Сюжет
Сюжетът на Тютюн е свързан с професионалното развитие на два персонажа, на Ирина като лекар и на Борис, като бизнес магнат (в тютюневото производство). Макар двамата да имат връзка, всъщност не тя е основната за романа, е битово-историческото описание на българската действителност преди 1944-та година.
Романът е фокусиран върху търпеливото следване на медицинската професия, което предприема Ирина още от училище, още когато живее на село.
„Ирина взе матура с пълно отличие и почна да се готви за медицинския факултет“
„Не мога сутринта — начумерено отвърна Ирина. — Трябва да напиша първо домашните.
Тя излъга — което й се случваше рядко — и се зачерви от срам. Домашните по алгебра и латински беше написала още в петък вечерта“ (тук се намеква, че Ирина както и мъжете лекари изучава латински и медицински латински, за да постигне истинско професионално равнище.)
Тъй като става дума за предвоенния период, както и по време на Втората световна война, тютюнът като част от „войнишкият антураж“ е отразен като необходимост и бизнес в романа.

## История на публикуването
През 1946 година е отпечатан първият откъс от романа „Тютюн“ („Литературен фронт“, № 2, 28.09.1946), озаглавен „Тютюнев склад“. Две години по-късно излиза нов откъс – „Двубой“ („Литературен фронт“, №20, 31 януари 1948), а след още една година – „Тютюн“ (глава от роман) в списание „Септември“ (1949, № 7). През 1951 година романът е завършен окончателно, предаден в издателство „Народна култура“ и в края на 1951 година стига до читателите и до своите „злополучни критици“.
Непосредствено след публикуването си романът е подложен на остра критика, започнала с тридневното обсъждане на „Тютюн“ на 8, 11 и 13 февруари 1952 година в Съюза на българските писатели и продължила в периодичния печат („Литературен фронт“, № 10. 03.1952, и № 11, 13.03.1952). Същевременно министър-председателят Вълко Червенков се застъпва за автора, инициира публикации в подкрепа на романа и лично редактира редакционна статия в официоза „Работническо дело“, озаглавена „За романа „Тютюн“ и неговите злополучни критици“ (16 март 1952 година). Тя е последвана от наказания за най-активните критици, а авторът преработва книгата според указанията на Червенков, пригаждайки я още по-добре към схемата на т.нар. социалистически реализъм.
Преработката разширява описанието на работническия свят и въвежда нови герои, като това увеличава обема на книгата с нови 250 страници. Работата по втората редакция протича съвместно с ангажирания от издателство „Народна култура“ литературен критик Яко Молхов – редактор и помощник на Димов през 1953 година, а през 1954 година „Тютюн“ се появява в новия си вид. През 1955 година излиза трето издание на романа, в което Димитър Димов извършва допълнителни поправки върху текста, но и в двата случая литературната критика предпочита да се дистанцира от категорични преценки. В крайна сметка „Тютюн“ заживява в новия си вариант, превърнал се в основен текст от канона на българския социалистически реализъм, и едва през 1992 година се появява отново в първоначалния си образ.
В различните си редакции „Тютюн“ е роман и за ужасната самотност на личността в капиталистическото общество, за огромния натиск на живота върху нравствените принципи в света на капитала, и за историческата обреченост на олигархиите в България, за социалнопсихологическите причини за тяхната гибел; роман и за потиснатите от монопола на тези олигархии, за техните икономически и политически борби, и за сложния психологичен лабиринт на човешките взаимоотношения както в зловещия свят на „Никотиана“, така и извън него.

## Екранизация
Романът е екранизиран през 1961 година от режисьора Никола Корабов.

## Преводи на чужди езици
До 1962 година целият роман е преведен на 10 езика (китайски, латвийски, немски, полски, румънски, руски, словашки, украински, унгарски и чешки), а части от него са преведени на английски, арабски, есперанто, испански, италиански и френски.

### Книги
- Георгиев, Л. Димитър Димов. Монография. София, 1981.
- Иванова, Е. Страници из жизнения и творческия път на Димитър Димов. София: Наука и изкуство, 1981.
- Георгиев, Л. Димитър Димов. Живот и творчество. София: Народна просвета, 1985.
- Куюмджиев, К. Димитър Димов. Монография. София: Български писател, 1987.
- Случаят Тютюн. Стенограми, статии, рецензии, спомени. Съставители А. Бенбасат и Анна Свиткова. София: Унив. изд. „Св. Климент Охридски“, 1992.
- Веселинов, Д. Френската лексика в романа Тютюн. Монография. София: Сиела, 2009.
- Другият Тютюн. Документи и спомени. Съставители Пламен Дойнов и Анна Свиткова. Издават Несарт и „Монд дипломатик“. С., 2010.[3]